# غونزاغا دوك
غونزاغا دوك (بالإنجليزية: Gonzaga Duque)‏ (21 يونيو 1863، ريو دي جانيرو في البرازيل - 8 مارس 1911، ريو دي جانيرو في البرازيل)؛ كاتب وروائي برازيلي.